# Likovi iz TV serije Tisuću i jedna noć

## Onur Aksal
Onur Aksal izmišljeni je lik u TV seriji Tisuću i jedna noć. Utjelovljuje ga Halit Ergenç. Onur Aksal uspješan je poslovni čovjek i vlasnik tvrtke Binyapi. Ne vjeruje ženama. Šeherezada Evliyaoğlu ga privlači i pristaje joj dati 150 000 $ pod uvjetom da provede jednu noć s njim. Nakon toga se zaljubljuje u nju i ponudi joj brak.

### Obitelj
Feride Aksal Onurova je majka. Njegov ju je otac prevario s drugom ženom, te ona stoga mnogo puta Onura poistovjećuje s ocem, pogotovo nakon njegovih svađa sa Šeherezadom. Ipak, voli sina i pruža mu dobro obrazovanje. Katkada među njima izbije pokoja svađa, no brzo se pomire jer su jedan drugom podrška. Kada Feride odluči otići u Pariz sestri Betul, Onur je zbog te odluke veoma tužan, ali je poštuje. Šeherezada Evliyaoğlu je Onurova supruga. Upoznali su se tijekom njenog rada u tvrtci Binyapi, čiji je on vlasnik. Šeherezada ga je zamolila da joj da 150 000 $, ne govoreći mu zašto joj je taj novac potreban. On pristaje, ali samo ako s njime provede jednu noć, što Šeherezada teška srca prihvati. Nakon te “crne” noći, Onur ne može prestati razmišljati o njoj, te ju nakon nekoliko dana zaprosi. Ona to odbije govoreći kako joj je sin najvažniji i kako ga prvo on mora prihvatiti. Onur se stoga potrudi zbližiti sa Šeherezadinim sinom Kaanom. Na dan njihova vjenčanja, Žale lažno optuži Onura da joj je ponudio novac u zamjenu da s njime provede jednu noć, baš kao što je to učinio Šeherezadi. Ona stoga užasnuta bježi s vjenčanja i odbija poslušati Onurovo objašnjenje. Tek nakon što Žale prizna da je lagala, Šeherezada shvati kakvu je nepravdu počinila i pokušava ispraviti svoju pogrešku. Onur saznaje za Nilüfer, svoju izvanbračnu kći za koju ni nije znao da postoji. Krije ju od Šeherezade, želeći tako izbjeći nepotrebne sukobe. No, ona to otkriva i predbacuje mu zbog njegovih laži. Ipak, oni se pomire i odluče vjenčati. Ona ubrzo zatrudni, što jako razveseli Onura. Na dan vjenčanja, Eda Akinay, Šeherezadina neprijateljica, ponudi Šeherezadi čaj kako bi se opustila. Ona ispije čaj u kojem se nalazi sredstvo koje kod nje izazove pobačaj. Onur i Šeherezada bili jako tužni zbog gubitka djeteta, uopće nisu htjeli razgovarati o tome. Šeherezada smatra da je Onurov najveći problem njegova ljubomora, ne sluteći kako je ljubomora pokrenuta Edinim spletkama, koja čini sve kako bi ih razdvojila. Kaan Evliyaoğlu je Šeherezadin sin kojeg Onur zavoli kao svojeg. Šeherezadi je bilo jako važno da ga Kaan prihvati jer inače ne bi prihvatila njegovu ponudu za brak. Kaan se ispočetka nije htio družiti s Onurom i izbjegavao ga je. No, kasnije ga je zavoljeo i počeo zvati ocem. Nilüfer Aksal Onurova je izvanbračna kći za koju on ni nije znao da postoji. Njena majka Nil bila je Onurova djevojka prije mnogo godina i varala ga je s drugim muškarcem, te je on zato počeo prezirati žene. Nil mu je rekla da je trudna, no on nije vjerovao da je dijete njegovo. Tek nakon nekoliko godina, upoznaje Nilüfer. Isprva je veoma šokiran, no kasnije zavoli djevojčicu, te DNK - a nalazom potvrdi da je on njezin otac.

## Šeherezada Evliyaoğlu
Šeherezada Evliyaoğlu poznata i kao Şehrazat Evliyaoğlu, Şehrazat Aksal ili Šeherezada Aksal izmišljeni je lik iz TV serije Tisuću i jedna noć. Utjelovila ju je glumica Bergüzar Korel.

### Pozadina
Šeherezada Evliyaoğlu je talentirana arhitektica, zaposlena u velikoj građevinskoj tvrtci Binyapi, čiji su vlasnici Onur Aksal i Kerem İnceoğlu. Drugačija je od ostalih žena, ona plijeni ljepotom, posvećena je poslu i zahvaljujući njenom talentu tvrtka osvojila je prestižnu nagradu na natjecanju arhitekata i dobila izuzetno važan i skup projekt u Dubaiju.
No, Kaan, njen sin jedinac, boluje od izuzetno teške bolesti, leukemije, i da bi preživio potrebna mu je hitna operacija za koju je potrebno mnogo novca, kojeg ona nikako ne uspijeva skupiti. Tada se obrati Onuru Aksalu za pomoć, a on joj ponudi 150 000 $ u zamjenu da s njime provede jednu noć. Šeherezada isprva odbije, no kasnije prihvati ponudu.

### Brak

#### Ahmet Evliyaoğlu
Ahmet Evliyaoğlu je Šeherezadin prvi suprug. Veoma su se voljeli. Njegova obitelj ju nikada nije prihvaćala i protivila se njihovoj vezi. Kada su se potajno vjenčali, Ahmetov otac Burhan Evliyaoğlu veoma se naljutio na njega, izbacio ga iz kuće i uopće nije razgovarao s njime, te je govorio da je za njega mrtav. 
Šeherezada i Ahmet počeli su živjeti zajedno u malome stanu u Istanbulu. Šeherezada je zatrudnjela i rodila Ahmetu prvo dijete, sina Kaana. Godinu dana kasnije, Šeherzada i Ahmet su prvi puta posvađali. Izišao je i krenulo voziti automobil. Šeherezadi su zatim javili da joj je suprug poginuo u prometnoj nesreći. 

### Onur Aksal
Onura Aksala Šeherezada je upoznala radeći u tvrtci Binyapi. Tražeći novac za Kaanovu operaciju, Šeherezada se obratila Onuru za pomoć. On joj je ponudio 150 000 $ u zamjenu da provede s njim jednu noć. Isprva, ona je odbila, ali je na kraju ipak ponudila ponudu. 
Onur ju je nekoliko puta zaprosio, no ona je isprva odbijala. Kada je konačno prihvatila ponudu, nekoliko je puta odustajala od vjenčanja. Na dan vjenčanja, Šeherezada je pobjegla jer je djevojka po imenu Žale slagala medijima da joj je Onur ponudio novac u zamjenu za jednu noć s njim, baš kao što je to on učinio Šeherezadi, što nije bila istina. 
Nakon pomirenja, uslijedilo je preseljenje u Onurovu vilu s njegovom izvanbračnom kćeri Nilüfer. Onur i ona sve su više zbližavali i Šeherezada je zatrudnijela. Na dan vjenčanja, bili su presretni, pogotvo Šeherezada koja je bila veoma uzbuđena. Zaposlenica u tvrtci Binyapi tj. bivša djevojka Šeherezadinog pokojnog supruga Ahmeta Evliyaoğlua, dala joj je čaj za smirenje u kojem je zapravo bilo sredstvo koje je kod Šeherezade izazvalo pobačaj. Onur i na bili su veoma tužni zbog toga i nisu željeli razgovarati o tome. Ipak, nakon svih nedaća koje su proživjeli, njihova je veza ojačala te su na kraju bili beskrajno sretni.

### Djeca

#### Kaan Evliyaoğlu
Kaan Evliyaoğlu Šeherezadin je sin jedinac kojeg je rodila Ahmetu. Obolio je od teške bolesti, leukemije, pa se Šeherezada veoma trudila skupiti novac potreban za njegovu operaciju. Zbog njega je s Onurom provela jednu noć. Kaan joj daje smisao života, dugo vremena živjela je samo zbog njega. Brine se o njemu i pazi da mu se ne dogodi nešto loše. 
Nakon što je odlučila prihvatiti Onurovu ponudu za brak, bilo joj je vrlo važno da ga Kaan prihvati, što on isprva nije učinio. Kasnije su se počeli zbližavati, što je veoma usrećilo Šeherezadu.

### Nilüfer Aksal
Nilüfer Aksal Onurova je izvanbračna kći za koju Šeherezada nije znala da postoji. Onur joj je neko vrijeme skrivao Nilüfer, no nakon što je čovjek koji je doveo djevojčicu u njihove živote pokucao Šeherezadi na vrata i ispričao joj istinu, bila je razočara Onurovim lažima i odlučila zajedno s Kaanom napustiti Onurov život.
Kada je Nilüfer krenula u školu, nitko se nije htio družiti s njome. Šeherezada joj je pomogla, govoreći ostaloj djeci u razredu kako je ona divna djevojčica, te je tako ujedno i zavoljela Nilüfer. Ubrzo su se jako zbližile i Šeherezada je sve više željela postati Nilüferina druga majka.

### Prijatelji

#### Bennu Ataman
Bennu Ataman je Šeherezadina najbolja prijateljica. Upoznale su se nakon Ahmetove smrti i Bennu je Šeherezadi bila velika potpora i utjeha. Uvijek su razgovarale otvoreno i iskreno. Neko su vrijeme zajedno radile u tvrtci Binyapi. Posvađale su se nakon što se Šeherezada naljutila na nju jer joj je skrivala da Onur ima kćer. 

#### Mihriban
Mihriban je žena koja je Kaanu donirala koštanu srž kako bi preživio i na tome joj je Šeherezada veoma zahvalna. Tješila ju je tijekom Kaanove operacije i oproravka, te ga prihvatila kao vlastitog sina.
Mihriban je rodom iz Azerbajdžana. Ondje joj je umro sin, te ju više ništa nije vezalo za domovinu. Šeherezada ju je pozvala da živi s njome u Istanbulu. Mihriban se tada brinula o Kaanu dok je Šeherezada radila, a kasnije se zaposlila u njenoj tvrtci. Među njima se razvijalo prijateljstvo i povjerenje.

### Rodbina

#### BurhaniNadide Evliyaoğlu
Burhan i Nadide Evliyaoğlu Ahmetovi su roditelji, te Šeherezadini bivši svekar i svekrva. 
Burhan Evliyaoğlu Šeherezadin je bivši svekar koji se isprva protivio njenoj vezi s Ahmetom. Nije ju ni pokušao zavoljeti. Šeherezada ga je molila da spasi život Kaanu, svome unuku, plaćajući operaciju, ali je on odbio, govoreći kako Kaan nije njegov unuk. Tek je kasnije shvatio da je pogriješio, te počeo Šeherezadu nazivati kćeri. Veoma su se zavoljeli i Burhan je prihvatio Kaana kao unuka.
Nadide Evliyaoğlu Šeherezadina je svekrva koja ju nikada nije mrzila, samo se morala pretvarati jer bi se njen suprug Burhan u protivnome naljutio. Kako joj je on zabranio susrete sa sinom Ahmetom, Šeherezedom i Kaanom, Nadide se na dan Kaanova rođenja potajno iskrala iz kuće Evliyaoğlu, te otišla unuku i sinu u posjetu. To je učinila nekoliko puta nakon što je Šeherezada došla Burhanu tražeći novac za Kaanovu operaciju, te joj je darovala broš kako bi ga Šeherezada prodala i tako prikupila dio novca za sinovu operaciju. 

#### Ali Kemal Evliyaoğlu
Ali Kemal Evliyaoğlu Ahmetov je brat i Šeherezadin bivši šogor. On ju također ispočetka nije prihvatio, te ju je na bratovu sprovodu optužio da je kriva za njegovu smrt. Kasnije joj se ispričao i svojim postupcima nastojao ispraviti pogreške.

#### Füsun Evliyaoğlu
Füsun Evliyaoğlu Ali Kemalova je supruga, te Šeherezadina bivša šogorica. Bila je ljubomorna na Šeherezadu jer je lijepa i ima karijeru, što Füsun nikad nije imala. Kasnije shvaća da nije sve u ljepoti i karijeri, nego da je najvažnija obitelj.

#### Buket, Burcu i Burçin Evliyaoğlu
Buket, Burcu i Burçin Evliyaoğlu Šeherezadine su nećakinje. Vole Kaana i igraju se s njime. Prihvatile su Šeherezadu i vole je.

## Kerem İnceoğlu
Kerem İnceoğlu je jedan od glavnih izmišljenih likova u TV seriji Tisuću i jedna noć. Utjelovljuje ga Tardu Flordun. Kerem je vlasnik tvtke u kojoj rade Šeherezada Evliyaoğlu i Bennu Ataman. Njegov najbolji prijatelj je Onur Aksal kojeg poznaje još iz djetinjtva. Kerem je skroman, pristupačan i jednostavan. Isprva ga privlači Šeherezada no nakon što shvati da je ona zaljubljena u Onura zaljubljuje se u Bennu i oženi se njome.

### Obitelj
Mina je Keremova biološka majka. Kao mlada djevojka zaljubila se u Semiha Özşenera, no nakon što se on odbio brinuti o njihovu djetetu bacila se sa 7. kata, ostavljajući dijete svome bratu i njegovoj supruzi Seval koji su ga odgojili kao vlastitog sina. Počinila je samoubojstvo jer je bila mlada i neiskusna, nije znala sama odgajati dijete, te joj je ono predstavljalo preveliku odgovornost. Kerem je saznao da mu je ona majka tek s trideset godina, kada je prilikom jedne krvne pretrage saznao da nije Sevalin sin. Bio je šokiran i trebalo mu je vremena da prihvati tu veliku promjenu u svome životu. Semih je Keremov biološki otac. Kao mladić zaljubio se u Minu İnceoğlu, no nakon što je saznao da je trudna odbio je brinuti se o njihovu djetetu. Ipak, kasnije je saznao da je pogriješio i slao joj pisma koja je njena šogorica Seval sakrila kako bi ih udaljila. Kada je saznao da je počinila samoubojstvo bio je razočaran i tužan, ali nikada nije skupio hrabrost i potražio dijete. Kerem je za njega saznao tek kada je navršio trideset godina. Počeo ga je tražiti i kada ga je pronašao, rekao mu je da je on njegov sin i predbacio mu što je ostavio njegovu majku Minu samu. Vlastitog je oca smatrao ubojicom svoje majke. Ipak, kako je vrijeme prolazilo, Kerem mu je odlučio pružiti priliku i oprostiti mu. Nakon Semihove smrti bio je tužan jer ga je uspio zavoljeti kao oca. Sezen je Semihova kći tj. Keremova polusestra. Upoznali su se tijekom njenog radnog vremena u glazbenoj trgovini u kojoj je radila zajedno s ocem. U tom trenutku nisu ni sumnjali da su brat i sestra. Kad joj Kerem konačno priznao da joj je brat bila je veoma iznenađena. Nakon nekog su se vremena zavoljeli i zbližili, te postali pravi prijatelji iako se to nije svidjelo Keremovoj teti Seval i supruzi Bennu. Seval je Keremova teta. Mina, sestra njezinog supruga ostala je trudna i nakon poroda počinila samoubojstvo, te dijete ostavila njoj i njezinom suprugu. Ona je Kerema odgojila kao vlastitog sina i nastojala nikada ne raditi razliku između njega i njezinog biološkog sina Buraka. No, to joj nije uspjelo jer je Burak imao srčanu manu pa mu je bilo potrebno puno više pažnje. Seval je stoga Kerema slala baki koju je on jako zavolio. Burak je Sevalin biološki sin tj. Keremov bratić. Odrastao je u uvjerenju da mu je Burak brat. Seval je uvijek više pažnje pokazivala Buraku jer je on imao srčanu manu, a Kerema je slala baki. Oni se nikada nisu izvrsno slagali premda su se zavoljeli. Kerem je neodgovornog Buraka uvijek izvlačio iz problema. Nakon što se Burak opametio i zaposlio, postali su prijatelji i više ništa nisu zamjerali jedan drugom. Bennu je Keremova supruga koju je upoznao dok je radila kao arhitektica u njegovoj tvrtci. Dugo je vremena bila potajno zaljubljena u njega. Kada mu je to priznala započeli su vezu, no nju je okončala vijest da je Kerem zaljubljen u njezinu najbolju prijateljicu Šeherezadu Evliyaoğlu. Nakon njihova pomirenja i vjenčanja Bennu je zatrudnijela, no rodila je mrtvo dijete. Oboje su bili shrvani, no Bennu se ponovno prepustila uživanju u alkoholu što je, pak, zamalo razorilo njihov brak. Ipak, kasnije shvaćaju da svađom i izbjegavanjem neće ništa postići, te počinju iznova. Onur je Keremov najbolji prijatelj još iz djetinjstva. Zajedno vode građevinsku tvrtku Binyapi. Keremova ljubav prema Šeherezadi izazvat će svađu među dvojicom najboljih prijatelja, ali i Keremova agresivnost. Šokiran je kada saznaje da Kerem nije Sevalin sin i da mu je to prešutjela. Kerem i Onur zajedno riješavaju probleme i podrška su jedan drugome. Nakon što Bennu rodi mrtvo dijete, Onur je velika pordška Keremu jer i on sam zna kako je to izgubiti dijete. Nakon Šerezadinog dolaska u tvrtku Binyapi, Kerem je kratko vrijeme bio zaljubljen u nju.  Trebalo mu je vremena da to prihvati i kaže Šeherezadi. No, kada joj to prizna, shvati da je zaljubljena u Onura, te doživljava Šeherezadu kao svoju i Bennuinu prijateljicu i tako ujedno izbjegava nepotrebne sukobe i probleme. Šeherezada je podrška Bennu, a tako i Keremu nakon gubitka njihova sina Deniza jer je i sama izgubila dijete.

## Bennu Inceoglu
Bennu Ataman, Benu Ataman ili Bennu İnceoğlu izmišljena je žena u TV seriji Tisuću i jedna noć. Utjelovila ju je Ceyda Düvenci. Bennu Ataman mlada je talentirana arhitektica zaposlena u velikoj tvrtci Binyapi, čiji su vlasnici Onur Aksal i Kerem İnceoğlu, u kojeg je ona ujedno i potajno zaljubljena. Iako izgleda kao bezbrižna osoba, Bennu ima veliki problem; alkoholičarka je.  Lako postaje depresivna i tužna. Bennuina majka Belma živi na Cipru i također je alkoholičarka. Stroga je, no ipak voli svoje kćeri. Nakon što se Bennu uda za Kerema bez majčina znanja, poziva ju na večeru. Belma počinje piti i nakon što je Bennu upozori postaje agresivna govoreći kako će sama odlučivati o količini alkohola kojeg će unijeti u sebe. Melek Ataman Bennuina je sestra. Nakon što se Bennu preseli u Istanbul, Melek kreće u London završiti fakultet. Jedne večeri, nakon izlaska iz zgrade tvrtke Binyapi, Melek presretne Bennu govoreći joj kako nije uspjela završiti fakultet, te da nema kamo otići. Bennu joj ne želi ponuditi smještaj u svom stanu jer joj je Melek davno preotela dečka. No, Melek je bila uporna te je ipak uspjela nagovoriti sestru da stanuju zajedno. Bennu joj isprva ne vjeruje, no nakon nekog vremena shvaća da se Melek promijenila i da ju ne želi povrijediti. Ponovno postaju bliske i međusobno si pomažu. Kerem İnceoğlu Bennuin je suprug. Upoznala ga je radeći u tvrtci Binyapi, čiji je on vlasnik. Dugo vremena je bila potajno zaljubljena u njega i nakon što mu je to priznala započeli su vezu. No, ona nije dugo trajala je se Kerem zaljubio Bennuinu najbolju prijateljicu Šeherezadu Evliyaoğlu. Nakon što shvati da ga Šeherezada nikada neće voljeti, Kerem zavoli Bennu i njih se dvoje vjenčaju. Ubrzo, ona ostaje trudna. Kerem je isprva presretan i svu pažnju posvećuje supruzi, no kasnije je počinje zanemarivati. Za vrijeme jednog ultrazvuka, Bennu i Kerem saznaju da je djetetovo srce prestalo kucati, te ona ubrzo rađa mrtvorođenče i zapada u despresiju. Kerem i on se udaljavaju, ali tek kasnije shvaćaju da svađom i izbjegavanjem neće ništa postići. Šeherezada Evliyaoğlu Bennuina je najbolja prijateljica. Upoznale su se nakon smrti Šeherezadinog supruga Ahmeta. Neko su vrijeme zajedno radile u trvtci Binyapi. Nakon što se Kerem u nju zaljubi, Šeherezada to prešućuje Bennu, misleći kako će između njih izbiti svađa što nikako ne želi. Bennu ipak sazna istinu i naljuti se na prijateljicu. Kasnije se ponovno pomire. Međusobno si pomažu i nikada ne bi namjerno povrijedile jedna drugu.

## Burhan Evliyaoğlu
Burhan Evliyaoğlu poznat i kao Burhan Evliyaoglu izmišljeni je lik u TV seriji Tisuću i jedna noć, te se prvi puta pojavljuje 7. studenoga 2006. Utjelovljuje ga Metin Çekmez. Burhan Evliyağlu bogat je čovjek koji sa svojom obitelji živi u velikoj i raskošnoj kući. Njegov stariji sin, Ahmet Evliyaoğlu oženi se Šeherezadom bez njegova dopuštenja. Burhan se stoga veoma naljuti na sina, izbaci ga iz kuće, te govori kako mu on više nije sin. Ni nakon Ahmetove smrti Burhan nije promijenio mišljenje o njemu. Tijekom jedne obiteljske večere, Šeherezada je došla moliti Burhana da joj posudi 150 000 $ za operaciju svog sina Kaana, a ujedno i njegovog unuka, koji boluje od leukemije. Burhan to odbije, no kasnije se zbog toga silno kaje.

### Obitelj
Nadide je Burhanova supruga i majka njegova dva sina, Ahmeta i Ali Kemala. U braku su mnogo godina. Nadide uvijek savjetuje Burhana u važnim odlukama. Bilo joj je veoma žao kad se Burhan naljutio na njihovog starijeg sina Ahmeta i izbacio ga iz kuće. Kada otkrije da joj suprug ima problema sa zdravljem, Nadide se veoma zabrine i prešućuje Burhanu neke stvari koje bi ga mogle uzrujati i pogoršati njegovo zdravstveno stanje. Ahmet je Burhanov i Nadidin stariji sin. Nakon njegova vjenčanja sa Šeherezadom, Burhan se veoma naljutio na sina, izbacio ga iz kuće i rekao mu da on više nije njegov sin. Čak ni nakon njegove smrti nije pokazivao interes za sina. Tek kada se Kaan izliječi Burhan shvaća da je pogriješio, te se iskreno ispriča Šeherezadi i Kaanu. Oni ga prihvate i oproste mu. Ali Kemal je Burhaov i Nadidin mlađi sin. Burhan mu uvijek pomaže u nevoljama. Nakon što Ali Kemal oženi Ahu, Burhan uviđa da mu je sin nesretan u tome braku. No, smatra da je to problem koji Ali Kemal mora sam riještiti. Također, uvijek ga podsjeća da ima djecu o kojoj se mora brinuti. Ali Kemal jako voli oca i poštuje ga, te je, zahvaljujući Burhanu, svjestan svih svojih pogrešaka. Füsun Evliyaoğlu je Ali Kemalova supruga tj. Burhanova snaha koja mu je rodila tri unuke: Buket, Burcu i Burçin. Isprva je bila pohlepna, misleći kako će Burhan svoje bogatstvo ostaviti Kaanu, a njenim kćerkama ne će ostati ništa. Ipak, Burhan joj govori kako mu je jednako stalo do svih unuka. Nakon što se Füsun s najmlađom kćerkom Burçin vraća u rodni grad, a Ali Kemal oženi Ahu, Burhan uviđa kako je Füsun bila izvrsna snaha uatoč svojim manama. Ona se nakon nekog vremena vraća i postaje dobra i pristojna, onakva kavka je oduvijek trebala biti. Šeherezada Evliyaoğlu je Burhanova bivša snaha, supruga njegovog pokojnog sina Ahmeta. On ju nikada nije prihvatio kao suprugu svoga sina i zbog nje se pravio kao da Ahmet ne postoji. Nakon što ga Šeherezada zamoli da joj posudi 150 000 $ za operaciju sina Kaana, koji je ujedno i Burhanov unuk, on odbija govoreći kako mu Kaan nije unuk. Tek nakon što se Nadide sprijatelji sa Šeherezadom i Kaanom, Burhan uviđa da je pogriješio. Tada se ispričava Šeherezadi i ubrzo ju počinje smatrati vlastitom kćeri i čak joj pomaže da se zaposli, osnivajući tvrtku u kojoj će Šeherezada raditi. Kaan Evliyaoğlu je Burhanov unuk. Kad je obolio od leukemije Burhan je odbio platiti troškove operacije govoreći kako mu Kaan nije unuk. Kaan je tako neko vrijeme odrastao bez djeda, no kasnije Burhan uviđa svoju pogrešku i pokušava pridobiti Kaanovu ljubav. Isto tako, imenuje ga nasljednikom dijela svojeg bogatstva. Buket Evliyaoğlu, Burcu i Burçin Burhanove su unuke. Najstarija, Buket, voli i poštuje Burhana. Nekoliko puta bježi od kuće i Burhan se tada jako zabrine za nju. Zna da Buket jako lijepo crta, te joj kupuje kvalitetan pribor kako bi mogla razvijati svoj talent. Srednja, Burcu, također obožava djeda. Najmlađa, Burçin, još ne zna govoriti, no također ga voli. Sve je unuke Burhan imenova nasljednicama jednakih dijelova njegova bogatstva. Umut je Burhanov najmlađi unuk. On je Ali Kemalov sin kojeg je imao s Džansel, svojom ljubavnicom. Nakon što se Džansel udala za skromnog Jamana, rađa sina i nedugo zatim umire, ostavljajući Umuta suprugu. Jaman ne želi predati Umuta Ali Kemalu i skriva ga. Ipak, Burhan uspjeva uvjeriti Jamanovog oca da će Umutu biti bolje u kući obitelji Evliyaoğlu. Jaman tada predaje dijete njegovoj pravoj obitelji.

## Nadide Evliyaoğlu
Nadide Evliyaoğlu izmišljena je žena u TV seriji Tisuću i jedna noć. Utjelovljuje ju Tomris İncer. Nadide je Burhanova supruga i majka pokojnog Ahmeta, koja ostane shrvana kad sazna da njezin unuk Kaan boluje od leukemije. Shvativši kako Burhan neće platiti operaciju, Nadide se potajno iskrade iz kuće i posjedi Šeherezadu i daje joj skupocjeni broš kako bi njegovom prodajom platila dio operacije.

### Obitelj
Burhan je Nadidin suprug i otac njezina dva sina. Nadide ga jako voli i sluša ga. Ne svađaju se i zajedno drže obitelj na okupu. Kada Burhan odbije platiti Kaanovu operaciju, Nadide se trudi poboljšati odnose između Burhana, Šeherezade i Kaana. Nakon što otkrije da joj suprug ima problema sa zdravljem, Nadide se jako zabrine i skriva mu mnoge stvari nebi li ga na taj način poštedjela nepotrebnih uzrujavanja. Ahmet je Nadidin i Burhanov najstariji sin. Majka ga je silno voljela, no nakon što se Burhan na njega naljutio morala ga je prestati viđati nebi li tako ostala u dobrim odnosima sa suprugom. Uvijek je odobravala njegovu i Šeherezadinu vezu i bilo joj je veoma drago kada su dobili sina. Ali Kemal je Nadidin i Burhanov mlađi sin. Oni su željeli da Ali Kemal oženi Füsun. On je neodgovoran, pa mu Nadide uvijek pomaže u nevolji. Füsun je Nadidina snaha. Isprva su bile u dobrim odnosima, a nakon što Füsun postane bezobzirna i bezobrazna prema ukućanima, Nadide je savjetuje i govori joj kako će takvim ponašanjem razoriti vlastiti brak i unesrećiti kćeri. Ipak, nakon što saznaje da je učitelj Füsunine najstarije kćeri ujedno i ljubavnik njezine snahe, Nadide se razbijesni i govori Füsun neka se s najmlađom kćerkom vrati u rodni Kayseri. Kako je vrijeme prolazilo, Füsun je uvidjela svoju pogrešku i postala dobrodušna i pristojna. Vraća se Ali Kemalu i kćerima, te joj Nadide oprašta. Šeherezada je supruga Nadidinog starijeg sina Ahmeta koji pogiba u prometnoj nesreći. Nadide ju je od početka voljela i prihvatila kao suprugu svoga sina, no pravila se da ju ne voli jer bi se u protivnom Burhan naljutio na nju. Kada sazna da Kaan boluje od leukemije i da Burhan neće platiti operaciju, Nadide odluči dati Šeherezadi skupocjeni broš kako bi njegovom prodajom platila dio operacije. One se sprijatelje i postaju prisne kao majka i kći. Buket, Burcu, Kaan, Burçin i Umut Nadidini su unuci koje ona jako voli. Brine se za njih i poštuje ih. Kada Buket i Burcu pobjegnu od kuće, Nadide se jako zabrine i pokušava ih naći na sve načine. Također, pomaže Šeherezadi kako bi platila dio Kaanove operacije. Pazi na Burçin i prihvaća Umuta i iako je Ali Kemalov izvanbračni sin.

## Füsun Evliyaoğlu
Füsun Evliyaoğlu je izmišljena žena u seriji Tisuću i jedna noć. Glumi ju Yonca Cevher Yenel. Füsun se rodila u gradu Kayseriju. Lijepo je slikala te joj je učiteljica predložila nastavi tiškolovanje na nekom fakultetu. No, počela je noću izlaziti te je upoznala Alija Kemala, za kojega se kasnije i udala. Nakon što se udala za nj, preselila se k njegovim roditeljima, Burhanu i Nadidi te rodila tri kćeri, Buket, Burcu i Burçin.

### Obitelj
Gani je Füsunin brat, koji se seli k njenom svekru Burhanu. On je lijenčina, ali ga Füsun uvijek štiti. U početku mu čak i pozajmljuje novac. Iskoristila ga je kako bi dospjela do Ali Kemalove ljubavnice Džansel. Ali Kemal je Füsunin muž te otac njenih kćeri. U njihovom je braku ona uvijek imala glavnu riječ. Rastali su se te se on ponovno oženio, ali je njegova druga žena bila još gora od Füsun. Na kraju serije, Ali Kemal i Füsun ponovno su se vjenčali i živjeli sretni s kćerima. Buket Evliyaoğlu je Füsunina najstarija kći. One se uglavnom dobro slažu. Buket ide na sate slikanja, na koje je najčešće vodi majka. Tako je ondje, jednom prigodom, Füsun upoznala kćerinog učitelja, Selima. S njime je kasnije ostvarila ljubavnu vezu. Burcu je druga Füsunina kći. S njome se Füsun također vrlo dobro slaže. Kada su Buket i Burcu pobjegle bez njena znanja, Füsun se jako naljutila na njih, što znači da ih voli i da se brine za njih. Burçin je Füsunina treća i ujedno najmlađa kći. U vrijeme kada je Füsun bila trudna, bila je uvjerena da će njeno treće dijete biti dječak, nasljednik obitelji Evliyaoğlu, stoga je bila vrlo šokirana kada su joj na jednom od ultrazvuka rekli da nosi djevojčicu. Kada je Burçin konačno došla na svijet, Füsun je odbijala brinuti se o njoj, nije ju htjela čak ni pogledati. Živciralo ju je sve što bi imalo veze s njenom malom kćerkicom. Nakon nekog je vremena Füsun konačno prihvatila Burçin, a kada je Nadide, njena svekrva otkrila da ima vezu sa Selimom, ljubavnikom, jer je tada Füsun još bila u braku s Ali Kemalom, izbacila ju je iz kuće Evliyaoğlu. Füsun je sa sobom povela samo najmlađu kćer, Burçin. Burhan je Füsunin svekar. Prihvatio ju je kao rođenu kćer, dopustio joj živjeti u njegovoj kući i omogućio joj sve što je mogla poželjeti. Nadide je Füsunina svekrva. Veoma je voljela Füsun, vjerovala da će postati dobra, no kada je saznala da joj vara sina s ljubavnikom Selimom izbacila ju je iz kuće. Füsun je uvijek bila ljubomorna na Šeherezadu, suprugu šogora Ahmeta. Zavidjela joj je na uspješnoj poslovnoj karijeri i dobroti. Kan je Šeherezadin i Ahmetov sin. Füsun ga je oduvijek mrzila jer je bio najstariji Burhanov unuk, unuk kojeg mu ona nije mogla podariti. Cansel je ljubavnica Alija Kemala, Füsunina muža. Kada je Füsun saznala za nju poslala je brata Ganija u potragu za Cansel. On ju je našao, te rekao sestri gdje se ona nalazi. Ona je odmah pošla vidjeti lice žene koja joj preotela Ali Kemala. Njih su se dvije posvađale, a bijesna je Füsun porazbijala je cijelu Canselinu trgovinu.

## Buket Evliyaoğlu
Buket Evliyaoğlu ili Buket Evliyaoglu izmišljena je djevojčica koja se prikazuje u 66 epizoda TV serije Tisuću i jedna noć. U prvoj i drugoj sezoni TV serije utjelovljuje ju Feyzan Çapa, a u trećoj Gizem Güneş. Buket Evliyaoğlu 12 - godišnja je djevojčica, kći Ali Kemala i Füsun Evliyaoğlu, sestra Burcu i Burçin, te unuka Burhana i Nadide. Dolazi iz bogate obitelji i izvrsna je učenica. No, kada joj se roditelji rastanu, nastaju problemi...

### Obitelj
Füsun Evliyaoğlu Buketina je majka. Füsun ju jako voli. Nakon što se ona i Ali Kemal posvađaju Buket popušta u školi, čak s Burcu bježi od kuće. Buket jako voli svoju majku, te nakon što se ona i Ali Kemal rastanu želi otići živjeti k majci. Nakon što Füsun u samoobrani ubije Selima, Buketinog učitelja slikanja, Buket je veoma tužna zbog majčinog odlaska u zatvor što dokazuje da je jako vezana uz nju. Ali Kemal Evliyaoğlu Buketin je otac. Kada oženi Ahu, Buket se naljuti na njega i počinje ga izbjegavati, kriveći ga za raspad braka svojih roditelja, te dobiva slabije ocjene u školi. Nakon što Ali Kemal ponovno počinje razgovarati s Füsun, Buket se počinje zbližavati s njim. Burhan i Nadide Evliyaoğlu Buketini su djed i baka. Poštuje ih i voli. Nakon rastave Buketinih roditelja, Nadide uviđa Buketino loše ponašanje u školi i kod kuće, te joj nastoji pomoći. Burhan također jako voli unuku i zabrine se kada jednom prigodom pobjegne od kuće. Stoga govori Ali Kemalu da posveti više vremena u odgoj kćeri. Burcu i Burçin Evliyaoğlu Buketine su sestre. Burcu je Buketina mlađa sestra s kojom dijeli sobu. Njih se dvije jako vole i dobre su prijateljice. Ne svađaju se i nekoliko puta zajedno bježe od kuće. Burçin je Buketina najmlađa sestra i voli ju. Buket ju čuva brine se o njoj. Kaan Evliyaoğlu Buketin je bratić kojeg joj Šeherezada ponekad dovede u posjet. Zajedno se igraju i druže.

## Kaan Evliyaoğlu
Kaan Evliyaoğlu ili Kan Evliyaoğlu izmišljeni je dječak u TV seriji Tisuću i jedna noć. Utjelovio ga je Efe Çinar. Kaan Evliyaoğlu sin je jedinac mlade arhitektice Šeherezade Evliyaoğlu. Obolio je od teške bolesti, leukemije, te mu je hitno potrebna operacija koju Šeherezada ne može platiti i stoga se obraća Onuru Aksalu za pomoć. On joj ponudi 150 000 $ u zamjenu da s njime provede jednu noć. Šeherezada prihvati samo kako bi sinu spasila život.

### Obitelj
Šeherezada Evliyaoğlu Kaanova je majka. Kada Kaan oboli od leukemije, Šeherezada bezuspješno pokušava prikupiti novac za njegovu skupu operaciju. On joj tada predstavlja sve u životu i ne želi ga izgubiti. Šeherezada jako voli Kaana, brine se o njemu i ne želi da mu se dogodi nešto loše. Dugo je vremena upravo on davao smisao njenom životu. No, kada se odlučila udati za Onura bilo joj je jako važno da ga Kaan prihvati kao oca. Ahmet Evliyaoğlu Kaanov je otac. Umire u prometnoj nesreći kada je Kaanu bilo samo godinu dana. Šeherezada je sinu mnogo puta pričala o ocu, te na zidove svoga stana povješala njegove slike kako bi ga se Kaan sjećao. Kada se Kaan jednom posvađao sa Šeherezadom, pokazao je veliki interes za oca, te je njegove slike odnio u svoju sobu što pokazuje da mu je stalo do njega. Burhan i Nadide Evliyaoğlu Kaanovi su baka i djed. Burhan se posvađao s Ahmetom još prije Kaanova rođenja. Govorio je da Ahmet nije njegov sin, kao što Kaan nije njegov unuk. Kada joj je sin obolio od leukemije, Šeherezada se obratila Burhanu i zamolila da plati Kaanovu operaciju, što je on odbio govoreći kako mu to dijete nije unuk. Kada Nadide počinje posjećivati Kaana, Burhan počinje shvaćati kako je učinio veliku nepravdu Šeherezadi i njezinom sinu. Nadide je oduvijek voljela Kaana, samo se pretvara da nije tako jer bi se uprotivnom Burhan naljutio na nju. Kada joj se unuk rodio, potajno se iskrala iz kuće Evliyaoğlu i otišla ga posjetiti. Zatim ga je nekoliko puta tajno posjećivala. Nagovorila je Burhana da se pomiri s njime i Šeherezadom. Füsun Evliyaoğlu Kaanova je strina. Isprva je bila ljubomorna na njega jer je bio Burhanov jedini muški nasljednik, a ona mu je rodila tri unuke. Mislila je kako će Burhan svoju imovinu bogatstvo ostaviti njemu, a ne njenim kćerima. Tek kasnije uviđa kako on podjednako voli sve svoje unuke. Zavoli Kaana i lijepo se ponaša prema njemu. Buket, Burcu i Burçin Kaanove su sestrične. Obožavaju ga i igraju se s njime. Vole kada im dolazi u posjet.

## Nilüfer Aksal
Nilüfer Aksal izmišljena je djevojčica u TV seriji Tisuću i jedna noć. Glumi ju Dilara Kavadar. Nilüfer Aksal djevojčica je čija je majka umrla u prometnoj nesreći. Nedugo zatim, majčin prijatelj dovodi ju njenom biološkom ocu Onur Aksalu. On je isprva ne prihvaća, no nakon što DNK-a nalazom sazna da mu je kći odluči se brinuti o njoj. Tada ju dovodi u vili u kojoj živi suprugom Šeherezadom i njenim sinom Kaanom.

### Obitelj
Nil je Nilüferina majka koja pogiba u prometnoj nesreći. Kada je saznala da je trudna, obratila se Nilüferinom biološkom ocu Onuru, no on nije vjerovao da je dijete njegovo jer ga je Nil istovremeno varala s drugim muškarcem. Nil je bila prisiljena otići i sama odgajati kćer. Voljela ju je i pružila dobro obrazovanje. 
Nakon smrti svoje majke Nil, Nilüfer dolazi živjeti s ocem Onurom u njegovu vilu. Tada je prikazana fotografija na kojoj su ona i njena majka. Ondje se dobro vidi Nilüferina sličnost majci. Onur je Nilüferin otac za koju on ni nije znao da postoji. Upoznaje ju tek nakon što ju majčin prijatelj dovodi u tvrtku Binyapi. Onur isprva nije povjerovao da mu je Nilüfer kći. Tek nakon DNK-a nalaza saznaje da je biološki otac djevojčici. Skriva ju pred Šeherezadom, svojom suprugom, odvodi u hotel i ondje je ostavlja sa sluškinjom Firdevs. Tek nakon nekog vremena počinju se zbližavati i upoznavati., te na kraju zajedno žive u njegovoj vili. Šeherezada je Nilüferina maćeha. Isprva ju ne prihvaća i u njoj vidi problem. Kasnije joj pruža priliku i zavoli je, te joj pokušava biti druga majka. Jednom je prilikom riješila Nilüferin problem u školi. Kaan je Šeherezdin sin. Nije u krvnom srodstvu s Nilüfer, ali njih se dvoje vole kao brat i sestra. Kaan je isprva prihvaća. Zajedno provode vrijeme i igraju se. Oboje pohađaju istu školu. Šeherezada i Onur ne rade raliku među njima, već ih jednako vole. Firdevs se brinula o Nilüfer dok je bila u hotelu i još nije upoznala Šeherezadu. Pomagala joj je u teškim situacijama i bila joj potpora. Pričala joj je o majci i činila sve samo da je razveseli. Njih su dvije prijateljice i veoma se vole.